# Tage Nielsen (bokser)
 Der er flere personer med dette navn, se Tage Nielsen.
Tage Nielsen (født 13. maj 1963 i Tåstrup) er en tidligere dansk professionel bokser i letsværvægt. 
Tage Nielsens første kamp som professionel fandt sted den 3. oktober 1986 ved et stævne i Idrætshuset i København. Ved samme stævne debuterede også Lars Lund Jensen, Eyub Can og Racheed Lawal, og stævnet markerede således nye tider i dansk professionel boksning, der i en periode havde været væsentlig afhængig af udenlandske trækplastre. Tage Nielsen mødte i sin første kamp englænderen Peter Bunting, som Tage Nielsen besejrede på point. Også næste kamp blev vundet, men i sin tredje professionelle kamp mødte Tage Nielsen skotten Doug Young, og tabte på point. 
Tage Nielsen blev herefter matchet mod landsmanden John Mortensen, der tidligere havde indstillet karrieren, men nu gjorde comeback. Tage Nielsen tabte kampen mod John Mortensen, og tabte ligeledes en returkamp senere på året. 
Med kun 2 sejre i sine 5 professionelle kampe opgav Tage Nielsen herefter karrieren.

## Ekstern henvisning
- Tage Nielsen guider nogle unge boksere